# メキシコシティ・レッドデビルズ
メキシコシティ・レッドデビルズ（英語: Mexico City Red Devils、スペイン語名: ディアブロス・ロホス・デル・メヒコ（スペイン語: Diablos Rojos del Mexico）） は、メキシコ合衆国のプロ野球チーム。本拠地はメキシコ合衆国メキシコシティのエスタディオ・アルフレド・ハルプ・ヘルー。リーガ・メヒカーナ・デ・ベイスボル南地区所属。

## 歴史
1940年に創設され、以来リーガ・メヒカーナ・デ・ベイスボルから一度も脱退していないチームである。過去に最多16度のリーグ優勝を果たしている。キンタナロー・タイガースとは長くライバル関係を築いている。